# Moult (Calvados)
Moult település Franciaországban, Calvados megyében. Lakosainak száma 2654 fő (2018. január 1.). Moult Airan, Argences, Bellengreville, Billy, Canteloup, Chicheboville és Vimont községekkel határos.

## Népesség
A település népességének változása:
| Lakosok száma | 670  | 765  | 827  | 1130 | 1603 | 1920 | 2147 | 2998 | 2562 | 2654 |
|               | 1968 | 1975 | 1982 | 1999 | 2006 | 2011 | 2013 | 2016 | 2017 | 2018 |